# Das schreckliche Mädchen
Pour plus de détails, voir Fiche technique et Distribution.
Das schreckliche Mädchen est un film allemand réalisé par Michael Verhoeven, sorti en 1990. Le film fut nommé à l'Oscar du meilleur film en langue étrangère.
Le film s'inspire de la vie d'Anna Rosmus.

## Fiche technique
- Titre : Das schreckliche Mädchen
- Réalisation : Michael Verhoeven
- Scénario : Michael Verhoeven
- Musique : Lydie Auvray, Billy Gorlt, Mike Herting et Elmar Schloter
- Photographie : Axel de Roche
- Montage : Barbara Hennings
- Production : Senta Berger, Helmut Rasp et Michael Verhoeven
- Société de production : Filmverlag der Autoren, Sentana Filmproduktion et ZDF
- Pays :  Allemagne de l'Ouest
- Genre : Comédie dramatique, historique et guerre
- Durée : 94 minutes
- Dates de sortie : 
  -  Allemagne de l'Ouest : 15 février 1990

## Distribution
- Lena Stolze : Sonia
- Hans-Reinhard Müller : Juckenack
- Monika Baumgartner : la mère de Sonia
- Elisabeth Bertram : la grand-mère de Sonia
- Michael Gahr : Paul Rosenberger
- Robert Giggenbach : Martin
- Fred Stillkrauth: Sonjas Onkel
- Karin Thaler: Nina
- Stella Adorf: Carolin
- Rudolf Schündler: Archivar
- Axel Scholtz: Assistent

## Récompenses et distinctions

### Nominations
- Oscars 1991 : Oscar du meilleur film en langue étrangère